# Fippataleyrodes litseae
Fippataleyrodes litseae là một loài côn trùng cánh nửa trong họ Aleyrodidae, phân họ Aleyrodinae.
Fippataleyrodes litseae được Sundararaj & David miêu tả khoa học đầu tiên năm 1992.